# Garth Hudson
Eric Garth Hudson (Windsor, 2 de agosto de 1937 – Woodstock, 21 de janeiro de 2025) foi um multi-instrumentista canadense. Como tecladista e organista do The Band, foi um dos principais arquitetos do som único do grupo. Mestre do órgão Lowrey, o estilo e o senso orquestral de Hudson anteciparam muitos dos avanços sonoros do sintetizador polifônico. Seus outros instrumentos principais são o piano, saxofone tenor, saxofone soprano e acordeão. Um concorrido músico de sessão, Hudson tocou com dezenas de artistas, se apresentando também em dupla com sua esposa Maud e com sua banda The Best!.
Em 1994, foi introduzido ao Rock and Roll Hall of Fame como membro do The Band.

## Morte
Hudson morreu em 21 de janeiro de 2025, aos 87 anos, em Woodstock.

## Discografia parcial

### Álbuns
| Ano  | Álbum                                  | Gravadora           | Observação                                                                                 |
| ---- | -------------------------------------- | ------------------- | ------------------------------------------------------------------------------------------ |
| 1980 | Music for Our Lady Queen of the Angels | Buscador Music      | Lançado originalmente apenas em cassete. Relançado em CD em 2005 pela Other People's Music |
| 2001 | The Sea to the North                   | Breeze Hill Records | Relançado por Dreamsville Records, Woodstock Records, Corazong Records                     |

| Ano  | Álbum            | Gravadora            | Observação      |
| ---- | ---------------- | -------------------- | --------------- |
| 2005 | Live at the Wolf | Make It Real Records | Com Maud Hudson |

### Outras aparições
| Ano  | Álbum                                                                  | Gravadora              | Observação                                                             |
| ---- | ---------------------------------------------------------------------- | ---------------------- | ---------------------------------------------------------------------- |
| 1988 | Stay Awake: Various Interpretations of Music from Vintage Disney Films | A&M Records            | "Feed the Birds" (do medley "All Innocent Children Had Better Beware") |
| 2010 | Garth Hudson Presents: A Canadian Celebration of the Band              | Curve Music/Sony Music | Todas as faixas                                                        |
| 2013 | The Beautiful Old: Turn-of-the-Century Songs                           | Doubloon Records       | "The Rosary (1898)", "Till We Meet Again (1918)"                       |

| Ano  | Álbum                                                               | Gravadora      | Observação                                                                                    |
| ---- | ------------------------------------------------------------------- | -------------- | --------------------------------------------------------------------------------------------- |
| 2006 | The Harry Smith Project: Anthology Of American Folk Music Revisited | Shout! Factory | "No Depression in Heaven" (com Maud Hudson)                                                   |
| 2013 | Love for Levon (A Benefit to Save The Barn)                         | Time Life      | Aparece com John Prine em "When I Paint My Masterpiece" e com Dierks Bentley em "Chest Fever" |

| Ano  | Álbum                            | Gravadora        | Observação          |
| ---- | -------------------------------- | ---------------- | ------------------- |
| 1965 | So Many Roads                    | Vanguard Records | Com John P. Hammond |
| 1975 | The Muddy Waters Woodstock Album | Chess Records    | Com Muddy Waters    |